# Адра (Сирия)
Адра (араб. عدرا‎) — город на юге Сирии, в мухафазе Дамаск. Расположен к северо-востоку от Дамаска. В городе находится мечеть Худжр ибн Ади.

## Значение
Адра является крупнейшим промышленным городом Сирии. Площадь промышленной зоны составляет около 7000 га, причем половина их предназначена для услуг, а другая половина для промышленности. Его общая сметная стоимость $ 570 млн США. В 2008 году насчитывалось 90 действующих в то время фабрик, ещё 1125 строились. Инвестиции в город составили $ 646 млн США. К 2010 году Адра стала крупным промышленным городом содержащим наибольшее количество активных заводов и фабрик в Сирии (1952), несколько больше, чем в Шейх Наджаре. Губернатором по состоянию на 2010 год был Зияд Бадур.

## История
Адра идентифицируется с библейским городом «Хадрах», упомянутым Закаром. Адра содержит несколько могил сахабов («товарищей» исламского пророка Мухаммеда), в том числе Худжр ибн Ади.
В декабре 2013 года Адра была захвачена боевиками-исламистами из группировок «Джебхат ан-Нусра» и «Исламский фронт». Боевики после захвата города устроили резню. Взяв в заложники около 200 мирных жителей, исламисты отобрали среди них 15 человек из числа алавитов и друзов, в том числе женщин и детей, и казнили их. Однако, уже в сентябре 2014 года правительственным войскам удалось освободить город.